# JooE
Đây là một tên người Triều Tiên, họ là Lee
Lee Joo-won (Hangul: 이주한, Hanja: 李珠元, Kana: イ・ジュウォン, Hán-Việt: Lý Châu Viên, sinh ngày 18 tháng 8 năm 1999), được biết đến với nghệ danh JooE, là nữ ca sĩ, rapper, người mẫu người Hàn Quốc, cô là cựu thành viên nhóm nhạc nữ Momoland do công ty Double Kick Company (nay là MLD Entertainment) thành lập và quản lý.